# Eerste klasse 1978-79 (voetbal België)
Het seizoen 1978/79 van de Belgische Eerste Klasse ging van start in de zomer van 1978 en eindigde in de lente van 1979. KSK Beveren werd voor de 1e keer in haar 76-jarig bestaan landskampioen, het jaar nadat de club ook voor het eerst de Beker van België had gewonnen.

## Gepromoveerde teams
Deze teams waren gepromoveerd uit de Tweede Klasse voor de start van het seizoen:
- Waterschei SV Thor Genk (kampioen in Tweede)
- Berchem Sport (eindrondewinnaar)

## Degraderende teams
Deze teams degradeerden naar Tweede Klasse op het eind van het seizoen:
- RAA Louviéroise
- KV Kortrijk

## Titelstrijd
KSK Beveren werd landskampioen met een voorsprong van 4 punten op RSC Anderlecht.

## Europese strijd
Beveren was als landskampioen geplaatst voor de Europacup voor Landskampioenen van het volgend seizoen. Beerschot VAV was dan wel pas in de middenmoot geëindigd, maar plaatste zich als bekerwinnaar voor de Europese Beker voor Bekerwinnaars. Standard de Liège en RSC Anderlecht plaatsten zich voor de UEFA Cup.

## Degradatiestrijd
KV Kortrijk eindigde alleen allerlaatste en degradeerde. Ook RAA Louviéroise eindigde als voorlaatste op een degradatieplaats..

## Eindstand
|         |    |                            | P  | W  | G  | V  | +  | -  | DS  | Ptn |
| ------- | -- | -------------------------- | -- | -- | -- | -- | -- | -- | --- | --- |
| K       | 1  | KSK Beveren                | 34 | 19 | 11 | 4  | 62 | 24 | 38  | 49  |
| (UEFA)  | 2  | RSC Anderlecht             | 34 | 21 | 3  | 10 | 76 | 41 | 35  | 45  |
| (UEFA)  | 3  | R. Standard de Liège       | 34 | 17 | 10 | 7  | 46 | 30 | 16  | 44  |
|         | 4  | KSC Lokeren                | 34 | 16 | 10 | 8  | 54 | 33 | 21  | 42  |
|         | 5  | RWD Molenbeek              | 34 | 17 | 7  | 10 | 57 | 41 | 16  | 41  |
|         | 6  | Club Brugge KV             | 34 | 14 | 10 | 10 | 51 | 49 | 2   | 38  |
|         | 7  | R. Antwerp FC              | 34 | 11 | 13 | 10 | 44 | 41 | 3   | 35  |
|         | 8  | K. Lierse SV               | 34 | 13 | 7  | 14 | 44 | 48 | -4  | 33  |
|         | 9  | R. Charleroi SC            | 34 | 13 | 7  | 14 | 44 | 49 | -5  | 33  |
|         | 10 | KFC Winterslag             | 34 | 10 | 13 | 11 | 45 | 47 | -2  | 33  |
|         | 11 | K. Waterschei SV Thor Genk | 34 | 10 | 12 | 12 | 42 | 44 | -2  | 32  |
| (beker) | 12 | K. Beerschot VAV           | 34 | 12 | 7  | 15 | 46 | 51 | -5  | 31  |
|         | 13 | K. Beringen FC             | 34 | 9  | 11 | 14 | 38 | 47 | -9  | 29  |
|         | 14 | KSV Waregem                | 34 | 7  | 15 | 12 | 33 | 47 | -14 | 29  |
|         | 15 | K. Berchem Sport           | 34 | 8  | 12 | 14 | 30 | 46 | -16 | 28  |
|         | 16 | RFC Liégeois               | 34 | 10 | 6  | 18 | 49 | 55 | -6  | 26  |
| D       | 17 | RAA Louviéroise            | 34 | 8  | 8  | 18 | 45 | 79 | -34 | 24  |
| D       | 18 | KV Kortrijk                | 34 | 5  | 10 | 19 | 27 | 61 | -34 | 20  |

P: wedstrijden gespeeld, W: wedstrijden gewonnen, G: gelijke spelen, V: wedstrijden verloren, +: gescoorde doelpunten, -: doelpunten tegen, DS: doelsaldo, Ptn: totaal punten
K: kampioen, D: degradeert, (beker): bekerwinnaar, (UEFA): geplaatst voor UEFA-beker
- SK Beveren:

Jean-Marie Pfaff 34/0,  Patrick Albert 1/0; Jean Janssens 34/12, Albert Cluytens 34/4, Erwin Albert 33/28, Wim Hofkens 33/2, Marc Baecke 33/1, Robert Stevens 33/8, Paul Vangenechten 33/0, Eddy Jaspers 33/0, Heinz Schönberger 31/4, Freddy Buyl 28/0, Freddy Truyens 24/1, Karl-Heinz Wissmann 13/0, Rudy Van Goethem 9/0, Saúl Lisazo 1/0, Patrick Verhoosel 1/0; Trainer: Robert Goethals

## Topscorers
De West-Duitser Erwin Albert van landskampioen KSK Beveren werd topschutter met 28 doelpunten.
| Rang | Doelp. | Speler (Club)                      |
| 01   | 28     | Erwin Albert (Beveren)             |
| 02   | 25     | Ruud Geels (Anderlecht)            |
| 03   | 17     | Will van Woerkum (Winterslag)      |
|      |        | Nico Jansen (Molenbeek)            |
|      |        | Charly Jacobs (Sporting Charleroi) |
| 06   | 15     | Guido Swinnen (Waterschei)         |
|      |        | Erwin Vandenbergh (Lierse)         |
| 08   | 14     | René Mücher (Beerschot)            |
| 09   | 13     | Jan Ceulemans (Club Brugge)        |
|      |        | Sead Sušić (RFC de Liège)          |
|      |        | Preben Elkjaer (Lokeren)           |
|      |        | Willy Geurts (Antwerp)             |
|      |        | Edhem Šljivo (RFC de Liège)        |
| 14   | 12     | Rob Rensenbrink (Anderlecht)       |
|      |        | Włodzimierz Lubański (Lokeren)     |
|      |        | Jean Janssens (Beveren)            |
|      |        | Guy Dardenne (Louviéroise)         |
| 18   | 11     | Ronny van Poucke (Kortrijk)        |
|      |        | Juan Lozano (Beerschot)            |
|      |        | Raul Águas (Lierse)                |
|      |        | François van der Elst (Anderlecht) |
| 22   | 10     | Rudi Haleydt (Waregem)             |
|      |        | Karel Bonsink (Molenbeek)          |

1895/96 · 1896/97 · 1897/98 · 1898/99 · 1899/00 · 1900/01 · 1901/02 · 1902/03 · 1903/04 · 1904/05 · 1905/06 · 1906/07 · 1907/08 · 1908/09 · 1909/10 · 1910/11 · 1911/12 · 1912/13 · 1913/14 · 1914/15 · 1915/16 · 1916/17 · 1917/18 · 1918/19 · 
1919/20 · 1920/21 · 1921/22 · 1922/23 · 1923/24 · 1924/25 · 1925/26 · 1926/27 · 1927/28 · 1928/29 · 1929/30 · 1930/31 · 1931/32 · 1932/33 · 1933/34 · 1934/35 · 1935/36 · 1936/37 · 1937/38 · 1938/39 · 1939/40 · 1940/41 · 1941/42 · 1942/43 · 1943/44 · 1944/45 · 1945/46 · 1946/47 · 1947/48 · 1948/49 · 1949/50 · 1950/51 · 1951/52 · 1952/53 · 1953/54 · 1954/55 · 1955/56 · 1956/57 · 1957/58 · 1958/59 · 1959/60 · 1960/61 · 1961/62 · 1962/63 · 1963/64 · 1964/65 · 1965/66 · 1966/67 · 1967/68 · 1968/69 · 1969/70 · 1970/71 · 1971/72 · 1972/73 · 1973/74 · 1974/75 · 1975/76 · 1976/77 · 1977/78 · 1978/79 · 1979/80 · 1980/81 · 1981/82 · 1982/83 · 1983/84 · 1984/85 · 1985/86 · 1986/87 · 1987/88 · 1988/89 · 1989/90 · 1990/91 · 1991/92 · 1992/93 · 1993/94 · 1994/95 · 1995/96 · 1996/97 · 1997/98 · 1998/99 · 1999/00 · 2000/01 · 2001/02 · 2002/03 · 2003/04 · 2004/05 · 2005/06 · 2006/07 · 2007/08 · 2008/09 · 2009/10 · 2010/11 · 2011/12 · 2012/13 · 2013/14 · 2014/15 · 2015/16 · 2016/17 · 2017/18 · 2018/19 · 2019/20 · 2020/21· 2021/22 · 2022/23 · 2023/24 · 2024/25 · 2025/26